# Kokang
Kokang (barmsky: ကိုးကန့်, čínsky v českém přepisu Kuo-kan, pchin-jinem Guǒgǎn, znaky 果敢), dříve: První speciální oblast, je barmská samosprávná zóna ležící v severní části Šanského státu. Na západě jí ohraničuje řeka Salwin a na východě sousedí s čínskou provincií Jün-nan. Celková rozloha oblasti je asi 10 000 km². Hlavním městem je Laukkai. Většinu obyvatel tvoří Kokangové, což je místní název pro etnické Číňany žijící této oblasti Barmy.

## Historie
Kokang byl součástí Číny po několik staletí, avšak centrální vláda v něm příliš nezasahovala kvůli jeho vzdálené poloze. Oblast tvořila nárazníkové pásmo mezi provincii Jün-nan a Šanskými státy. Klan Jangů, Mingských loajalistů pocházejících původně z Nankingu, zkonsolidoval oblast do jedné entity. V roce 1840 udělil guvernér provincie Jün-nan klanu Jangů dědičná práva jako vazalům dynastie Čching. Poté, co Britové roku 1885 dobyli Horní Barmu, zůstal Kokang součástí Číny. Připojení k Barmě proběhlo na základě dohody roku 1897.
V letech 1960 až 1989 byla oblast spravována Komunistickou stranou Barmy, a po jejím rozpuštění v roce 1989 převzala nad oblastí kontrolu Armáda myanmarské národně demokratické aliance (MNDAA), která s barmskou vojenskou vládou uzavřela dvacet let trvající příměří. V roce 2009 došlo k obnovení bojů mezi barmskou armádou a MNDAA. V roce 2015 zahájila barmská armáda ofenzivu, která vyhnala z domovů desetitisíce lidí.